# Galaxy 2 Galaxy
Galaxy 2 Galaxy est un collectif de techno, composé des membres d'Underground Resistance. En 2005, en hommage aux victimes du tsunami, le nom Galaxy 2 Galaxy est réemployé par Underground Resistance pour faire référence à leur formation se produisant live.

## Production
Jeff Mills et Mike Banks avaient l'idée que la musique et les musiciens de jazz pouvaient fonctionner selon la même doctrine de « l'homme-machine » que le style musical de Kraftwerk, ce que laissaient présager les premières expériences avec les synthétiseurs et le jazz d'artistes tels que Herbie Hancock, Stevie Wonder, et Weather Report, ce qui les oriente dans cette direction et conduit à la première sortie de « jazz hi-tech » sur UR, Nation 2 Nation, en 1990. Mike Banks sort ensuite l'EP Galaxy 2 Galaxy sur UR en 1993.
Cet EP est un exemple de « jazz hi-tech », un style lancé par UR et nommé d'après le titre de cet EP. Par la suite, les titres Journey of the Dragons et Hi-Tech Jazz apparaissent sur un certain nombre de compilations d'artistes tels que Danny Krivit et Laurent Garnier. Sur ces compilations, plutôt que de créditer Banks, les titres sont attribués à Galaxy 2 Galaxy.
Après la publication de cet EP, Mike Banks n'utilisera plus jamais le nom Galaxy 2 Galaxy. Cependant, à partir de 2005, pour commémorer le Tsunami Disaster Relief, le nom est utilisé comme nom pour divers membres d'Underground Resistance jouant en live, en utilisant le même concept que Timeline. Ce groupe live comprend des membres notables de l'écurie UR comme Esteban Adame, Santiago Salazar, DJ Dex, Gerald Mitchell, Raphael Merriweathers Jr. et Mike Banks.